# Wojciech Zdarzyński

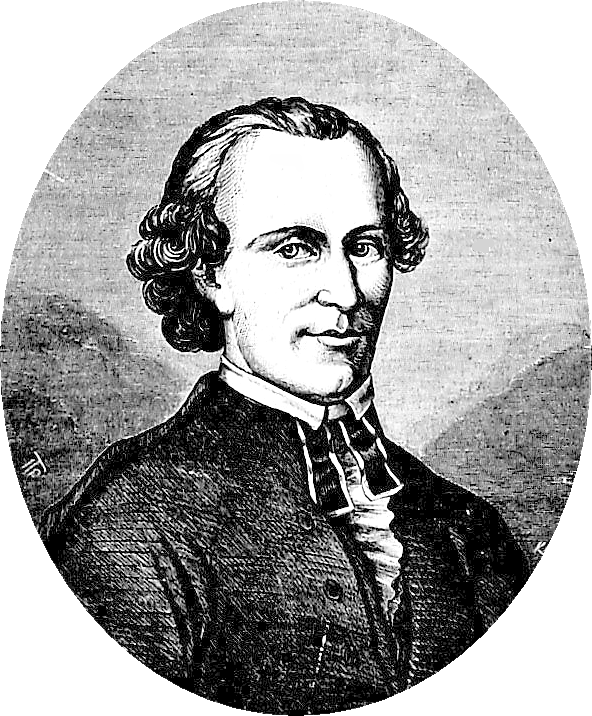
Michał Dymitr Krajewski, autor Wojciecha Zdarzyńskiego

Wojciech Zdarzyński (właśc. Wojciech Zdarzyński, życie i przypadki swoje opisujący) – powieść fantastyczna i utopijna Michała Dymitra Krajewskiego, wydana w Warszawie w 1785 roku. Opowiada o losach tytułowego bohatera, jego podróży na Księżyc i spotkaniu z mieszkającym tam ludem Sielan. Schemat fabularny powieści nawiązuje do Mikołaja Doświadczyńskiego przypadków Ignacego Krasickiego.

## Źródła utworu
Utwór Krajewskiego korzysta przede wszystkim ze schematu fabularnego Mikołaja Doświadczyńskiego przypadków, ale także z licznych wzorów z literatury zagranicznej, przede wszystkim z fantastycznych powieści podróżniczych i utworów o charakterze moralizatorskim, m.in. Kandyda Voltaire’a, Podróży Guliwera Jonathana Swifta, The Discovery of a World in the Moon Johna Wilkinsa, Histoire comique des États et Empires de la Lune Cyrana de Bergerac oraz L'An 2440, rêve s'il en fut jamais L.-S. Merciera.
Natomiast występujący w powieści motyw podróży balonowej był ówcześnie w Polsce bardzo modny – udany eksperyment braci Montgolfier budził powszechne zainteresowanie, a wielu bogatych magnatów usiłowało budować balony na własny użytek.

## Fabuła
Młody prowincjonalny szlachcic, Wojciech Zdarzyński, odbiera typowe sarmackie wychowanie. Po śmierci rodziców i roztrwonieniu majątku w Warszawie bohater zmuszony jest uciekać przed lichwiarzami, korzystając z balonu. Ten środek transportu zabiera go na księżyc, do krainy zamieszkiwanej przez lud Sielan. Poznawszy ich utopijną krainę oraz mądry i cnotliwy sposób życia mieszkańców, Wojciech postanawia wyruszyć z powrotem do Polski. Jednak wiatr znosi jego balon do Modolu, stolicy innego księżycowego państwa – Wabad. Miejsce to okazuje się być pełne wad, podobnie jak ziemska Warszawa. Zdarzyński opuszcza je i wraca szczęśliwie do Polski, w okolice Gdańska. Tam żeni się i rozpoczyna szczęśliwe życie ziemiańskie.

## Obraz utopijnej krainy
Zamieszkująca Księżyc społeczność Sielan zajmuje się przede wszystkim rolnictwem. Wszyscy obywatele są sobie równi, choć szczególnym szacunkiem cieszą się mędrcy. Jednak powodem tego szacunku nie tyle jest posiadana przez nich wiedza (stosunkowo nisko ceniona pośród Sielan), ale ich cnotliwy i rozsądny sposób życia. Charakterystyczny dla społeczności księżycowej jest również głęboki pacyfizm, cenią oni tylko te metale, które służyć mogą w budowaniu narzędzi. Mimo że wiedza nie jest dla Sielan dobrem najwyższym, w ich kraju istnieją u nich doskonałe szkoły, mają również bogaty dorobek literacki i artystyczny.
Opis społeczeństwa Sielan obfituje w liczne niekonsekwencje i braki – Krajewski akcentuje równość obywateli, ale przemilcza kwestię władzy i własności, opisuje społeczeństwo pacyfistów, ale jednocześnie zaznacza, że każdy z obywateli nosi ze sobą broń i jest jednocześnie żołnierzem. Nie przestrzega również charakterystycznej dla takich utworów konwencji – kraina idealna nie jest silnie skontrastowana z ojczyzną bohatera, którą ten raczej wychwala, jako kraj pokoju i humanitaryzmu, w którym nie było konkwistadorów.